# Людмила Прокопова
Людмила Йосиф Прокопова е чешко-българска пианистка и музикален педагог.

## Биография
Родена е на 16 февруари 1888 г. в Храдец Кралове, Австро-Унгария. Завършва консерваторията в Прага през 1908 г. в класа на Карел Хофмайстер. По това време се запознава с българката Христина Морфова, която учи пеене в Прага, като през следващите десетилетия двете често работят заедно. От 1908 до 1910 г. преподава в школата за органи Яначек в Бърно. Завръща се в България през 1911 г. От 1912 до 1916 г. преподава в Музикалното училище Между 1916 и 1930 г. обикаля Европа заедно с Морфова, като ѝ акомпанира в песните.
Била е част от Пражкия национален театър (1900, 1909, 1912 – 1923, 1927, 1928), Източно-чешкия театър (Пардубице, 1920), в театрите в Бърно (1920, 1921), Оломоуц (1923), Пилзен (1923 – 1926, 1928), в Словашкия национален театър (Братислава, 1927, 1933).
През 1930 г. окончателно се установява в София, където открива частна школа в дома си. Сред нейните ученички са Гюрга Пинджурова и Мария Милкова-Золотович. В периода 1937 – 1958 г. преподава в Държавната консерватория (от 1942 г. е професор там), където ученичка е била и Райна Кабаиванска. В края на живота си участва в създаването на женски хор при Народната библиотека, който впоследствие се преименува на хор „Морфова-Прокопова“. През 1950 е наградена с Димитровска награда, а на следващата година и с отличието „Заслужила артистка на Народна република България“.

## Галерия
- Людмила Прокопова в роля
- Людмила Прокопова в роля
- Людмила Прокопова в роля
- Христина Морфова и Людмила Прокопова
- Христина Морфова и Людмила Прокопова с кавалери
- Преди 1945